# Sentang (Blangkejeren)
Sentang is een bestuurslaag in het regentschap Gayo Lues van de provincie Atjeh, Indonesië. Sentang telt 787 inwoners (volkstelling 2010).